# Kleinhartmannsdorf
Kleinhartmannsdorf ist eine Ortschaft, die seit dem 1. Oktober 1995 als Ortsteil zur Gemeinde Eppendorf im Landkreis Mittelsachsen (Freistaat Sachsen) gehört.

## Geographie
Kleinhartmannsdorf liegt im unteren Erzgebirge an der Straße zwischen Eppendorf und Langenau. Rund fünf Kilometer südlich von Kleinhartmannsdorf liegt Großhartmannsdorf. Die nächstgelegenen Städte sind Oederan im Nordwesten und Brand-Erbisdorf im Nordosten.

## Geschichte
Die Siedlungsform als Waldhufendorf lässt auf eine planmäßige Ortsanlage durch deutsche Siedler schließen, die vermutlich im 12. Jahrhundert ankamen. Urkundliche Erwähnungen finden sich 1370 als Hartirsdorf, 1376 als Harttirsdorf und 1378 als Hartirstorf. Ein Namenszusatz zur Unterscheidung von Großhartmannsdorf ist für das 15. Jahrhundert schriftlich belegbar, so in Urkunden aus den Jahren 1408 als Cleyne Hartterstorff, 1474 als Kleinen Hartirßdorf und 1495 als Hartmanßdorff Minor.
Die Kleinhartmannsdorfer Kirche wurde vermutlich schon vor der Reformation errichtet. Sie war ursprünglich eine Filialkirche der Eppendorfer Kirche, von der sie heute eine Schwesterkirche ist.

Kleinhartmannsdorfer Kirche
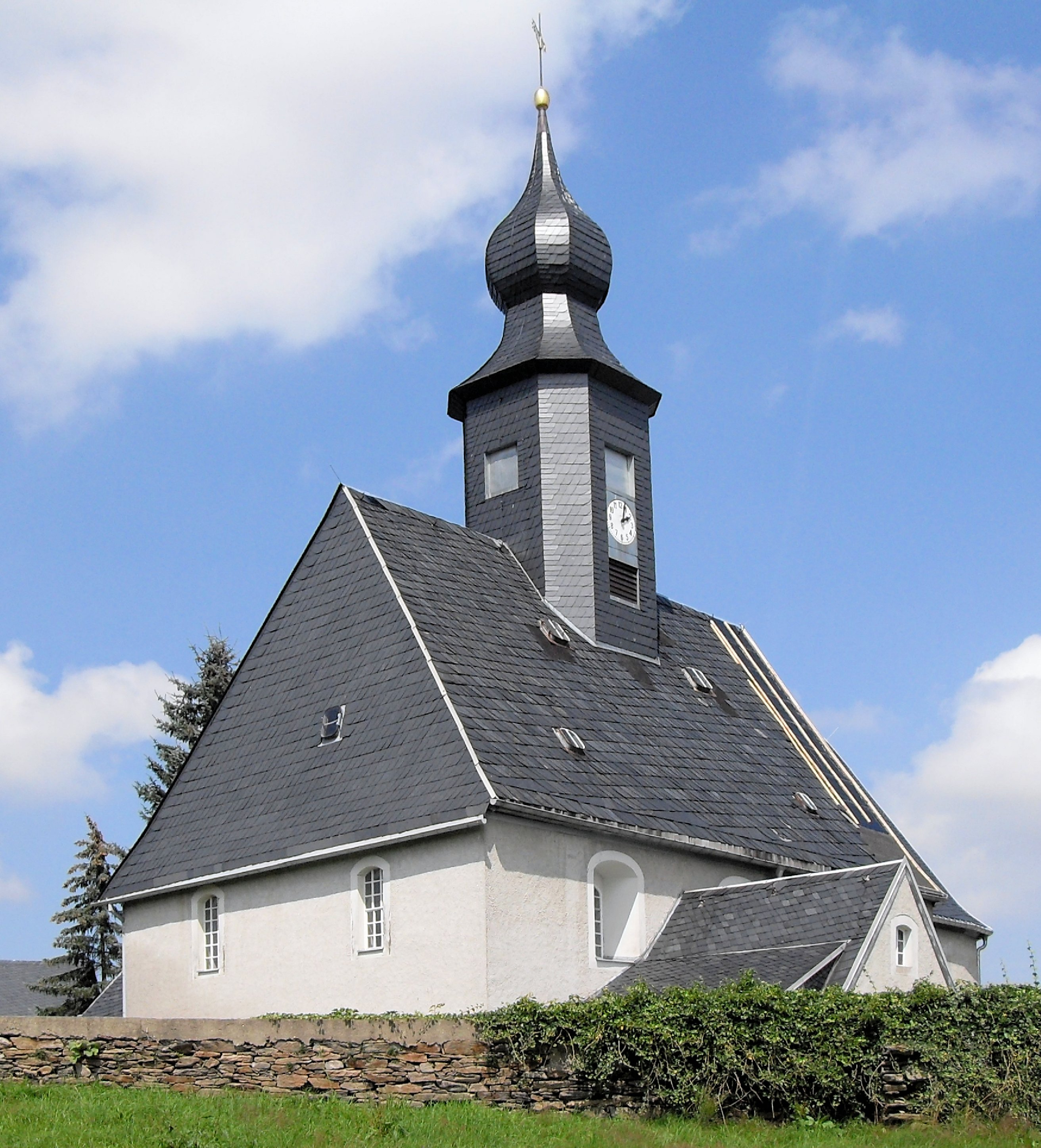
Ostseite
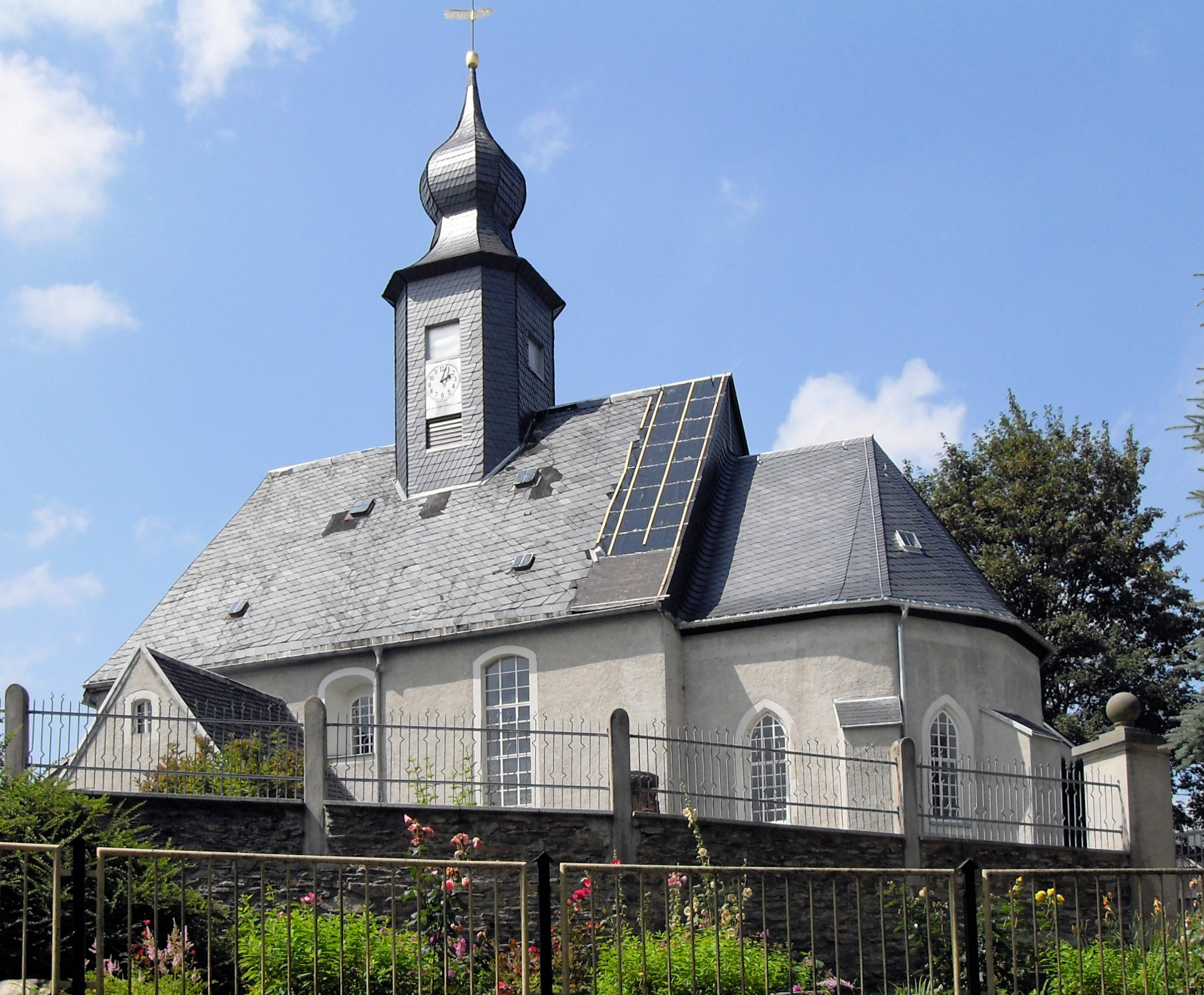
Südseite

Kleinhartmannsdorf war lange Zeit Amtsdorf des Amtes Augustusburg (vormals Schellenberg) und wurde im 19. Jahrhundert der Amtshauptmannschaft Freiberg unterstellt. Nach dem Zweiten Weltkrieg kam es 1952 bei der umfassenden Verwaltungsreform der DDR zum neu gegründeten Kreis Flöha, dessen Kerngebiet bei der ersten sächsischen Kreisreform 1994 im Landkreis Freiberg und mit diesem bei der zweiten Reform 2008 im Landkreis Mittelsachsen aufging.

## Entwicklung der Einwohnerzahl
| Jahr | Einwohnerzahl                                        |
| ---- | ---------------------------------------------------- |
| 1551 | 35 besessene Mann, 46 Gärtner und Inwohner           |
| 1764 | 35 besessene Mann, 2 Gärtner, 22 Häusler, 40 ¾ Hufen |
| 1834 | 449                                                  |
| 1871 | 600                                                  |

| Jahr | Einwohnerzahl |
| ---- | ------------- |
| 1890 | 630           |
| 1910 | 673           |
| 1925 | 712           |
| 1939 | 627           |

| Jahr | Einwohnerzahl |
| ---- | ------------- |
| 1946 | 788           |
| 1950 | 773           |
| 1964 | 654           |
| 1990 | 562           |

## Persönlichkeiten
- Max Emil Seifert (24. November 1914 in Eppendorf – 2001 in Düsseldorf), Kunstmaler, wuchs in Kleinhartmannsdorf auf